# Diethelm Conrad
Diethelm Conrad (* 26. September 1933 in Ludwigshafen; † 20. September 2011) war ein deutscher evangelischer Theologe und Archäologe.

## Leben
Geboren in Ludwigshafen als Sohn von Johannes Conrad und Elisabeth, geb. Fraedrich, studierte er von 1953 bis 1958 in Marburg, Basel und Utrecht. 1966 wurde er in Marburg mit einer Arbeit zum alttestamentarischen Altargesetz promoviert. Seit 1962 als wissenschaftlicher Mitarbeiter bzw. Hebräisch-Lektor tätig, übernahm er 1975 die Professur für Altes Testament an der Universität Marburg, die er bis 1998 innehatte. 
Nach ersten Ausgrabungen in Beʾer Scheva zwischen 1972 und 1975 leitete er gemeinsam mit Moshe Dothan an der Spitze einer größeren Forschergruppe zwischen 1978 und 1983 archäologische Ausgrabungen auf Tell el-Fuhhar (Tell Akko).
1959 heiratete er Catharina Fett, mit der er drei Kinder hatte.
Er war Gründungsmitglied der Gesellschaft für christlich-jüdische Zusammenarbeit in Marburg.

## Veröffentlichungen
- Studien zum Altargesetz. Ex 20: 24-26. Kombächer Verlag, Marburg 1968 (= Dissertation).